# Petra Feibert
Petra Feibert, z domu Feustel (ur. 11 czerwca 1958 w Gerze, zm. 18 lipca 2010 w Pirmasens) – niemiecka szachistka, mistrzyni międzynarodowa od 1978 roku.

## Kariera szachowa
W latach 70. należała do ścisłej czołówki szachistek Niemieckiej Republiki Demokratycznej. Trzykrotnie (Poczdam 1974, Gröditz 1976, Frankfurt 1977) zdobyła tytuły indywidualnej mistrzyni kraju, natomiast w 1975 i 1978 r. zdobyła medale srebrne (w obu przypadkach po dogrywkach). W 1974 r. wystąpiła rozegranym w Zakopanem międzypaństwowym meczu przeciwko Polsce, będąc (obok Wolfganga Uhlmanna) jednym z najsilniejszych punktów w zespole (zdobyła 3 pkt w 4 partiach, zwyciężając m.in. Annę Jurczyńską). W tym samym roku podzieliła II m. (za Gertrude Baumstark, wspólnie z m.in. Henrijetą Konarkowską-Sokolov i Grażyną Szmacińską) w międzynarodowym turnieju w Lublinie. W 1976 r. jedyny raz w karierze zakwalifikowała się turnieju międzystrefowego (eliminacji mistrzostw świata), zajmując w Tbilisi VII miejsce. W 1978 r. zajęła IV m. (za Brigitte Burchardt, Kvetą Eretovą i Annett Wagner-Michel) w Halle.
W 1979 r. została aresztowana za próbę emigracji z NRD i skazana na 4 lata więzienia. Po 20 miesiącach odbywania kary została zwolniona i zmuszona do opuszczenia kraju. Wyjechała wówczas do Republiki Federalnej Niemiec i zamieszkała w Mannheim. 
W latach 1982, 1984 i 1986 trzykrotnie wystąpiła w reprezentacji RFN na szachowych olimpiadach, zdobywając 21 punktów w 35 partiach. W 1984 i 1985 r. dwukrotnie zdobyła tytuły mistrzyni RFN w szachach błyskawicznych. W 1985 r. wystąpiła również w reprezentacji kraju na rozegranym w Pohji drużynowym turnieju o Puchar Krajów Nordyckich, na którym zespół RFN zajął IV miejsce. Od początku lat 90. w turniejach klasyfikowanych przez Międzynarodową Federację Szachową startowała bardzo rzadko.
Najwyższy ranking w karierze osiągnęła 1 stycznia 1988 r., z wynikiem 2255 punktów dzieliła wówczas 57-62. miejsce na światowej liście FIDE, jednocześnie zajmując 3. miejsce (za Barbarą Hund i Giselą Fischdick) wśród szachistek Republiki Federalnej Niemiec.